# إلقس
الإلْقِس (الاسم العلمي Alocasia) جنس نباتات برية معمرة رحيوية أو درنية عريضة الأوراق من فصيلة اللوفية . تضم 79 نوعًا مواطنها في آسيا الاستوائية وشبه الاستوائية إلى شرق أستراليا، وتنتشر على نطاق واسع في أماكن أخرى.